# Друз Юлий Цезарь
Друз Юлий Цезарь (лат. Drusus Iulius Caesar), иногда — Друз Цезарь или Друз III (7 — 33) — второй сын Германика и Агриппины Старшей, старший брат римского императора Калигулы. Одно время рассматривался императором Тиберием как наиболее вероятный преемник его власти.

## Происхождение
Друз родился в семье племянника и приёмного сына Тиберия, Германика, и его жены, Випсании Агриппины, наиболее известной как Агриппина Старшая. Он был вторым ребёнком. Кроме него в семье было ещё четверо детей.
Германик был сыном Друза Старшего, родного брата Тиберия. Через усыновление Тиберием он получил статус патриция. Випсания Агриппина — дочь Марка Випсания Агриппы от Юлии Старшей, единственной дочери императора Августа.

## Жизнеописание
Друз впервые появился на публике в мае 17 года, на праздновании триумфа своего отца Германика в честь победы над херусками.
В 23 году получил разрешение от Сената занимать должность квестора на 5 лет раньше официального ценза и вошёл в коллегию авгуров .
В 25 году занял должность городского префекта.
В детстве Друз был обручён с Сальвией, сестрой будущего императора Отона, однако помолвка была расторгнута. Женился Друз около 25 года на Эмилии Лепиде, дочери Марка Эмилия Лепида, консула 6 года и правнучке Скрибонии, второй жены Октавиана, от её второго брака. Брак был неудачным. Эмилия «преследовала мужа постоянными обвинениями».
Также Друз находился в плохих отношениях со своим старшим братом, Нероном, поскольку тот был наиболее вероятным, в то время, преемником власти Тиберия, и любимым сыном Агриппины. В связи с этим в 26 году Друз сблизился с Сеяном, являющимся практически открытым врагом Агриппины.
В 29 году, не без помощи Друза, Тиберий сослал Агриппину и Нерона на остров Пандатерия в Тирренском море (совр. Вентотене, Италия). Друз стал наиболее вероятным наследником власти императора и жил при Тиберии, на Капри.
Однако Сеян преследовал свои цели. В 30 году он заставил Эмилию Лепиду выдвинуть против мужа ряд обвинений. Тиберий отослал Друза с Капри в Рим, где Сенат осудил его на смерть за государственную измену. Однако казнь была отсрочена, а Друз помещён в тюрьму.
Друз содержался в тюрьме до 33 года. В 31 году, при раскрытии заговора, Тиберий предполагал использовать Друза против Сеяна, если Сеян решился бы на открытый мятеж. Однако этого не последовало.
В 33 году, скорее всего после смерти в ссылке от голода матери Друза, Агриппины, Тиберий отдаёт приказ заморить голодом и Друза. Друза в тюрьме прекратили кормить и довели до такого состояния, что он пытался сжевать свой матрас. В конце 33 года Друз умирает от истощения .
В 36 году его вдова Эмилия Лепида была обвинена в связи с рабом, осуждена и казнена.